# Quissac (Gard)
Quissac település Franciaországban, Gard megyében. Lakosainak száma 3449 fő (2022. január 1.). Quissac Bragassargues, Liouc, Logrian-Florian, Orthoux-Sérignac-Quilhan, Saint-Jean-de-Crieulon és Sauve községekkel határos.

## Népesség
A település népességének változása:
| Lakosok száma | 1716 | 1923 | 2272 | 2740 | 3116 | 3217 | 3205 | 3259 | 3333 | 3449 |
|               | 1968 | 1982 | 1999 | 2009 | 2013 | 2014 | 2016 | 2018 | 2020 | 2022 |